# Vince Gilligan
George Vincent Gilligan Jr. (født 10. februar 1967)  er en amerikansk forfatter, producer og instruktør. Han er hovedsageligt kendt som skaber og instruktør af AMC's Breaking Bad (2008-2013) og dens spin-off prequel-serie Better Call Saul (2015-2022). Han var forfatter og producer på serien The X-Files (1993-2002; 2016-2018) og var medskaber af dets spin-off, The Lone Gunmen (2001).
Gilligan har vundet fire Primetime Emmy Awards, seks Writers Guild of America Awards, to Critics' Choice Television Awards, to Producers Guild of America Awards, en Directors Guild of America Award og en BAFTA Television Award . Han har samtidig været med til at skrive manuskriptet til Hancock (2008) og han skrev, producerede og instruerede Breaking Bad -efterfølgerfilmen, El Camino. 